# Charles Sanders Peirce
 Der er for få eller ingen kildehenvisninger i denne artikel, hvilket er et problem. Du kan hjælpe ved at angive troværdige kilder til de påstande, som fremføres i artiklen.

Charles Sanders Peirce (udtales pørs) (født 10. september 1839, død 19. april 1914) var en amerikansk polyhistor, født i Cambridge, Massachusetts. Selvom han var uddannet kemiker og arbejdede som videnskabsmand i 30 år, betragtes han i dag mest som filosof. Han betragtes af mange som en af de mest originale og alsidige amerikanske filosofer og logikere og hans beundrere anser ham som den vigtigste systematiker siden Kant og Hegel.
Peirce blev i stor udstrækning overset i sin levetid og sekundær litteratur var knap indtil efter 2. verdenskrig. Meget af hans store produktion er stadig ikke udgivet. Som reformator på områder som matematik, forskning, videnskabsfilosofi, epistemologi, og metafysik betragtede han sig selv først og fremmest som logiker og semiotiker.